# Павшино (Кирилловский район)
Павшино — деревня в Кирилловском районе Вологодской области.
Входит в состав Чарозерского сельского поселения, с точки зрения административно-территориального деления — в Печенгский сельсовет.
Расстояние до районного центра Кириллова по автодороге — 114,4 км, до центра муниципального образования Чарозера по прямой — 24 км. Ближайшие населённые пункты — Степачево, Васюково, Семеновская, Рыбацкая, Иваново.
По переписи 2002 года население — 1 человек.